# Транспортный инженер
Транспортный инженер (Traffic engineer) — это специалист, который разрабатывает и совершенствует транспортные системы для обеспечения их эффективного функционирования. Транспортный инженер способен собирать, обрабатывать и анализировать данные о функционировании транспортных систем, формулировать проблемы в их функционировании и находить эффективные решения. 
Транспортный инженер имеет квалификацию в области:
- управления транспортными системами;
- транспортного планирования;
- (транспортной) экономики;
- проектирования транспортной инфраструктуры;
- транспортного моделирования;
- эксплуатации транспортных систем.

Транспортный инженер может развиваться в науке по направлению ВАК 05.22.01 "Транспортные и транспортно-технологические системы страны, ее регионов и городов, организация производства на транспорте".
Транспортный инженер работает на стадиях научных исследований, предпроектных и проектных решений инфраструктурных проектов. Транспортный инженер должен быть знаком с общими принципами работы всех видов транспорта и разрабатывать организационные решения для решения текущих транспортных проблем, предварительно оценив их с помощью моделирования транспортных потоков.

## Деятельность транспортных инженеров
- Разработка Транспортной стратегии Российской Федерации, ее регионов и городов.
- Разработка транспортных мастер-планов.
- Разработка комплексных схем организации дорожного движения (КСОДД).
- Разработка программ комплексного развития транспортной инфраструктуры (ПКРТИ).
- Проектирование маршрутной сети общественного транспорта.
- Оптимизация работы режимов светофорных объектов.
- Проектирование автоматизированной системы управления дорожным движением (АСУДД).
- Проектирование интеллектуальной транспортной системой (ИТС).
- Разработка прогнозных, имитационных и оптимизационных транспортных моделей.